# Fandom de yaoi

A fandom de yaoi consiste nos leitores de yaoi (também chamado de Boys' Love ou abreviado para BL), um gênero de narrativas de romance masculino x masculino voltadas para aqueles que participam de atividades comunitárias organizadas em torno do yaoi, como participar de convenções, manter ou postar em fansites, criar fan fictions ou fan arts, etc. Em meados da década de 1990, estimativas do tamanho da comunidade japonesa de yaoi estava entre 100 mil e 500 mil pessoas. Apesar do aumento do conhecimento do gênero entre o público em geral, o número de leitores continua limitado em 2008. As traduções de fãs em inglês de From Eroica with Love circularam pela comunidade da slash fiction na década de 1980, forjando uma ligação entre a fandom de slash fiction e a de yaoi.

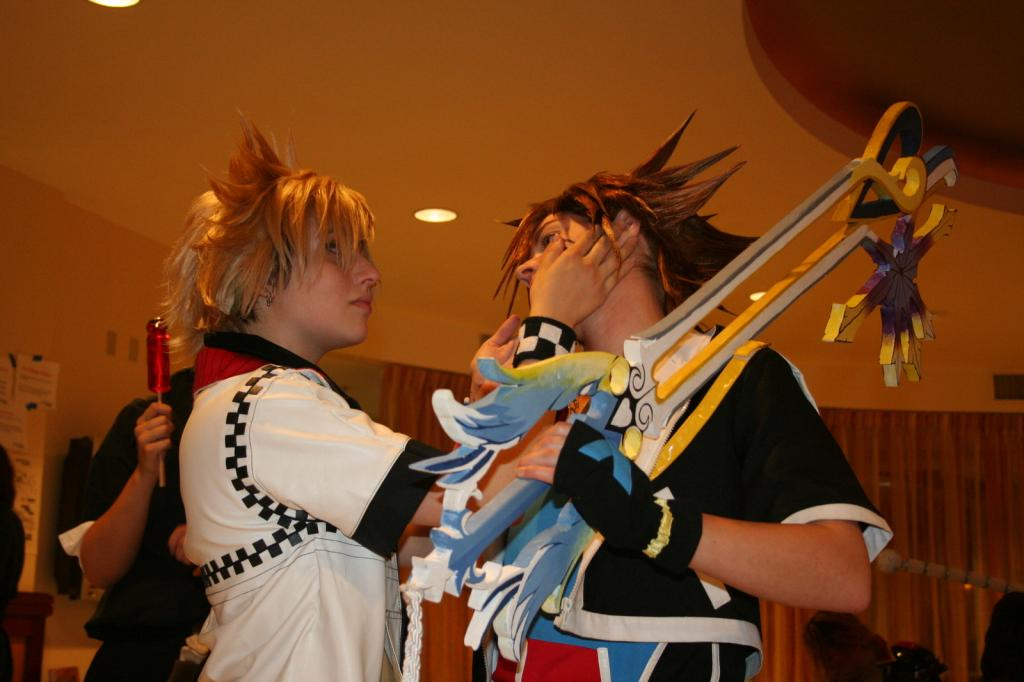
Cosplayers fazem uma pose como os personagens de Kingdom Hearts (da esquerda para a direita) Roxas e Sora, na Yaoi-Con 2008. 85% dos membros da Yaoi-Con são mulheres.

A maioria dos fãs de yaoi são adolescentes ou mulheres jovens. No Japão, as fãs femininas são chamadas de fujoshi (腐女子, lit. "garota estragada"), denotando que uma mulher que gosta de conteúdo gay fictício é "podre", arruinada demais para se casar. O equivalente masculino é chamado de fudanshi (腐男子, "garoto estragado"). A origem das palavras pode ser encontrada no imageboard online 2channel.
Os fãs de yaoi têm sido personagens de mangá, como o seinen Fujoshi Rumi. Pelo menos um butler café abriu com um tema de colegial para apelar à estética do Boy's Love. Em um estudo sobre o visual kei, 37% dos fãs japoneses entrevistados relataram ter "yaoi ou fantasias sexuais" sobre as estrelas do visual kei.

## História do termofujoshi
Acredita-se que o termo surgiu por volta dos anos 2000 no 2chan (também conhecido como Futaba Channel), e era usado de maneira difamatória contra mulheres consumidoras de obras que abordavam um relacionamento, sexual ou não, entre dois homens.
Dentro do contexto da época, a comunidade que consumia animes (também conhecidos como otakus) era de maioria masculina, além do 2chan ser uma imageboard que apresentava comentários de caráter homofóbico e misógino. Por conta desses fatores, o termo Fujoshi era utilizado de maneira depreciativa, uma forma de dizer que essas mulheres "não eram adequadas para o casamento tradicional". Essa foi a razão pela qual não existia um termo masculino na época, e como uma maneira de resistência, as mulheres japonesas fãs de Boys Love tomaram a palavra para si, demonstrando orgulho com o conteúdo que consomem.
Mais tarde surgiu o termo utilizado para homens fãs de Boys Love, Fudanshi que, assim como Fujoshi, são escritos com kanjis que significam "garoto podre" (腐男子).